# Falling Water
Falling Water es una serie de televisión de drama sobrenatural. Tuvo su preestreno el 21 de septiembre de 2016 antes de su estreno oficial el 13 de octubre de 2016. El 3 de abril de 2017, USA Network renovó la serie para una segunda temporada, a pesar de que Rémi Aubuchon remplazará a Blake Masters como el showrunner.
El piloto fue escrito y cocreado por Blake Masters y Henry Bromell antes de que Bromell muriera en 2013. En honor a su trabajo, Bromell sigue siendo enlistado como el cocreador y recibe el crédito de productor.

## Sinopsis
Tres extraños se dan cuenta de que están soñando partes del mismo sueño. A medida que profundizan el significado detrás de su conexión entre sí, se dan cuenta de que las implicaciones son mucho más grandes que sus destinos personales, y el futuro del mundo está en sus manos.

## Personajes
- David Ajala como Burton.[6]
- Lizzie Brocheré como Tess.[7]
- Will Yun Lee como Taka, una detective de NYPD.
- Kai Lennox como Woody Hammond.[8]
- Anna Wood como La Mujer de Rojo.[9]
- Zak Orth como Bill Boerg,[10] fundador y CEO de Boerg Industries.

## Recepción
Falling Water ha recibido críticas mixtas de los críticos. En Rotten Tomatoes le da a la serie una puntuación de 28% basado en 18 críticas, pero la audiencia le da un 72%. El consenso dice, "Falling Water attempts complexity and intrigue but churns out an unimaginative concept lacking a redeemable payoff." En Metacritic, el show recibe una calificación de 50/100 basado en 14 comentarios, indicando "críticas mixtas"

## Premios y nominaciones
| Año  | Premio        | Categoría                              | Nominado      | Resultado | Ref    |
| ---- | ------------- | -------------------------------------- | ------------- | --------- | ------ |
| 2017 | Saturn Awards | Best Science Fiction Television Series | Falling Water | Nom       | [ 13 ] |